# Úri utca (Budapest)
Az Úri utca Budapest I. kerületében a Várnegyedben található, a Dísz tértől a Kapisztrán térig húzódik. Az utca középkori eredetű, de a második világháborúban súlyos károk érték. Több háza teljesen elpusztult, ezek helyére a vári környezetbe jól illeszkedő épületeket építettek.

## Elnevezései
Az utcának a középkorban több neve volt, szakaszonként más-más, a déli részének neve Szent György utca, a középső szakasza Nyírő, Kalmár, Hátsó és Német utca, míg az északi rész neve Mindszent utca volt. A török korban ismét különböző nevekkel illették: eleinte Mindszent mahalleszi volt a neve, majd a déli részét Rézművesek utcájának hívták, északi részét a Rézművesek utcájától a Toprak kuleszi mejdániig Toprak bástya utcának hívták, de ennek egy részét Kádi utcájának is nevezték. 1696-ban már Herren Gasse (Úri sikátor) volt a neve. 1848-ban egy rövid időre átkeresztelték Batthyány utcának, majd ismét Úri utca lett a neve.

## Épületei
Az Úri utcában a Mária Magdolna-templomon kívül az alábbi épületek élveznek műemléki védettséget:
- 6. szám: egyemeletes lakóház, ami a középkorban két ház volt. Gótikus kapualjában két ülőfülke van, a házban középkori helyiség és középkori pincék is találhatóak. Ebben a házban született Szalay László történetíró. Budapest ostroma után Tillai Ernő, ifj. Kotsis Iván és Meczner Lajos állították helyre, 1956 és 1958 között.
- 8. szám: egyemeletes neogótikus stílusú ház, amit Hauszmann Alajos épített 1903-ban Széchenyi Gyula számára. A kapualjában ülőfülkék, a homlokzatában pedig középkori maradványok vannak. Az ennek a háznak a helyén álló épületet Hölbling János budai építőmester vette meg Rupp J. Gáspár élelmezési felügyelőtől 1724-ben.
- 9. szám: egyemeletes saroklakóház, aminek a földszintjén középkori falmaradványok vannak, és a pincéje is középkori. 1700 táján alakították át, majd 1948-ban Meczner Lajos állította helyre. A házat összeépítették a Tárnok utca 10. számú házzal.
- 12. szám: egyemeletes lakóház, újabb homlokzattal. A kapualjában az 1730-as évekből származó Szent Család-szobor látható.
- 13. szám: egyemeletes középkori sarokház, aminek az egyszerű barokk homlokzatát többször átépítették. A világháborús sérülések utáni helyreállítás után több, középkorból származó részlet került elő. Ezeket megpróbálták konzerválni és mind bemutatni, emiatt a ház mai homlokzata vegyes képet mutat. A ház egész földszintje gótikus, dongaboltozatos helyiségekkel. Az Anna utca felőli rész a középkorban külön ház volt.
- 14. szám: egyemeletes kora klasszicista stílusú lakóház, amit az 1810 körüli években építettek.
- 16. szám: egyemeletes barokk lakóház, kapualjában és a földszintjén 1730 körüli barokk fiókos dongaboltozattal. Lépcsőházának copf stílusú vasajtója van.
- 17. szám: egyemeletes középkori ház. Földszinti homlokzata teljesen középkori, a belső helyiségei boltozottak. Emeleti homlokzata is középkori, aminek a közepén valamikor 15-16. századi erkély lehetett. A 19. sz. háztól a Balta köz választja el, amibe két gótikus ablak és egy lőrés nyílik. A házat 1720 körül építették át barokk stílusúvá.
- 45. szám: a Zwack-palota, korábban a Zwack család tulajdona, majd a 2000-es évek elejéig Törökország budapesti nagykövetsége működött benne,  értékesítését 2016-ban is tervezték,  2,5 millió euróért.[1]
- 62. szám alatt áll a Prímási palota.